# Magyarország az 1975-ös úszó-világbajnokságon
Magyarország a kolumbiai Caliban megrendezett 1975-ös úszó-világbajnokság egyik részt vevő nemzete volt. Az ország a világbajnokságon 18 sportolóval képviseltette magát, akik összesen 3 arany- és 1 ezüstérmet szereztek.

## Versenyzők száma
| Sportág, szakág | Magyar résztvevő | Magyar résztvevő | Magyar résztvevő |
| Sportág, szakág | Férfi            | Nő               | Össz.            |
| Úszás           | 5                | 2                | 7                |
| Műugrás         | 0                | 0                | 0                |
| Szinkronúszás   | –                | 0                | 0                |
| Vízilabda       | 11               | –                | 11               |
|                 |                  |                  |                  |
| Összesen        | 16               | 2                | 18               |

## Érmesek
| Érem      | Versenyző                         | Versenyszám | Versenyszám           | Dátum      |
| --------- | --------------------------------- | ----------- | --------------------- | ---------- |
| Aranyérem | Hargitay András                   | úszás       | 400 m-es vegyes úszás | július 23. |
| Aranyérem | Verrasztó Zoltán                  | úszás       | 200 m-es hát úszás    | július 24. |
| Aranyérem | Hargitay András                   | úszás       | 200 m-es vegyes úszás | július 25. |
| Ezüstérem | Magyar férfi vízilabda-válogatott | vízilabda   | férfi vízilabda       | július 27. |

## Úszás
Férfi
| Versenyző        | Versenyszám          | Előfutam | Előfutam | Előfutam | Döntő   | Döntő     |
| Versenyző        | Versenyszám          | Idő      | Hely.    | Össz.    | Idő     | Helyezés  |
| ---------------- | -------------------- | -------- | -------- | -------- | ------- | --------- |
| Hargitay András  | 200 m pillangóúszás  | 2:06,57  | 3.       | ?.       | kiesett | kiesett   |
| Hargitay András  | 200 m vegyes úszás   | 2:09,16  | 1.       | 1.       | 2:07,72 | Aranyérem |
| Hargitay András  | 400 m vegyes úszás   | 4:39,19  | 1.       | 4.       | 4:32,57 | Aranyérem |
| Rudolf Róbert    | 100 m hátúszás       | 1:01,27  | 4.       | 16.      | kiesett | kiesett   |
| Rudolf Róbert    | 200 m hátúszás       | 2:08,92  | 2.       | 5.       | 2:07,15 | 5.        |
| Sós Csaba        | 200 m pillangó úszás | 2:10,25  | 5.       | 13.      | kiesett | kiesett   |
| Sós Csaba        | 400 m vegyes úszás   | 4:43,63  | 3.       | 10.      | kiesett | kiesett   |
| Tóth Csaba       | 1500 m gyorsúszás    | 16:38,14 | 4.       | 15.      | kiesett | kiesett   |
| Verrasztó Zoltán | 100 m hátúszás       | 59,25    | 2.       | 7.       | 59,28   | 8.        |
| Verrasztó Zoltán | 200 m hátúszás       | 2:07,91  | 2.       | 2.       | 2:05,05 | Aranyérem |
| Verrasztó Zoltán | 200 m vegyes úszás   | 2:11,04  | 1.       | 4.       | 2:09,44 | 5.        |

Női
| Versenyző           | Versenyszám       | Előfutam | Előfutam | Előfutam | Döntő   | Döntő    |
| Versenyző           | Versenyszám       | Idő      | Hely.    | Össz.    | Idő     | Helyezés |
| ------------------- | ----------------- | -------- | -------- | -------- | ------- | -------- |
| Ludányi Mária       | 100 m mellúszás   | 1:17,93  | 4.       | 13.      | kiesett | kiesett  |
| Ludányi Mária       | 200 m mellúszás   | 2:53,06  | 5.       | 21.      | kiesett | kiesett  |
| Ludányi Mária       | 100 pillangóúszás | 1:06,50  | 5.       | 23.      | kiesett | kiesett  |
| Verrasztó Gabriella | 100 m hátúszás    | 1:07,20  | 2.       | 5.       | 1:07,30 | 7.       |
| Verrasztó Gabriella | 200 m hátúszás    | 2:26,81  | 4.       | 13.      | kiesett | kiesett  |

## Vízilabda
A magyar férfi vízilabda-válogatott kerete:
| Magyar nemzeti férfi vízilabdacsapat-játékoskeret | Magyar nemzeti férfi vízilabdacsapat-játékoskeret | Magyar nemzeti férfi vízilabdacsapat-játékoskeret | Magyar nemzeti férfi vízilabdacsapat-játékoskeret |
| #                                                 | Név                                               | Poszt                                             | Kor (1975. július 19. szerint)                    |
| ------------------------------------------------- | ------------------------------------------------- | ------------------------------------------------- | ------------------------------------------------- |
|                                                   | Cservenyák Tibor                                  | K                                                 | 1948. augusztus 8. (26 évesen)                    |
|                                                   | Molnár Endre                                      | K                                                 | 1945. július 23. (29 évesen)                      |
|                                                   | Bodnár András                                     | M                                                 | 1942. április 9. (33 évesen)                      |
|                                                   | Csapó Gábor                                       | M                                                 | 1950. szeptember 20. (24 évesen)                  |
|                                                   | Faragó Tamás                                      | M                                                 | 1952. augusztus 5. (22 évesen)                    |
|                                                   | Görgényi István                                   | M                                                 | 1946. november 2. (28 évesen)                     |
|                                                   | Horkai György                                     | M                                                 | 1954. július 1. (21 évesen)                       |
|                                                   | Konrád Ferenc                                     | M                                                 | 1945. április 17. (30 évesen)                     |
|                                                   | Magas István                                      | M                                                 | 1952. február 22. (23 évesen)                     |
|                                                   | Sárosi László                                     | M                                                 | 1946. október 12. (28 évesen)                     |
|                                                   | Szívós István                                     | M                                                 | 1948. április 24. (27 évesen)                     |
| Szövetségi kapitány: Gyarmati Dezső               |                                                   |                                                   |                                                   |

Csoportkör
B csoport
| Csapat       | M | Gy | D | V | G+ | G– | Gk  | P |
| ------------ | - | -- | - | - | -- | -- | --- | - |
| Magyarország | 3 | 3  | 0 | 0 | 28 | 15 | +13 | 6 |
| Románia      | 3 | 2  | 0 | 1 | 30 | 18 | +12 | 4 |
| Ausztrália   | 3 | 1  | 0 | 2 | 16 | 21 | –5  | 2 |
| Kolumbia     | 3 | 0  | 0 | 3 | 9  | 29 | –20 | 0 |

| 1975. július 19. | Magyarország         | 8 – 7 | Románia |  |
| 1975. július 19. | (2–2, 2–1, 2–1, 2–2) |       |         |  |
| 1975. július 19. | Faragó 4             |       |         |  |

| 1975. július 20. | Magyarország         | 11 – 5 | Ausztrália |  |
| 1975. július 20. | (4–1, 1–1, 5–1, 1–2) |        |            |  |
| 1975. július 20. | Faragó 4             |        |            |  |

| 1975. július 21. | Magyarország         | 9 – 3 | Kolumbia |  |
| 1975. július 21. | (3–0, 3–1, 1–1, 2–1) |       |          |  |
| 1975. július 21. | Faragó 5             |       |          |  |

Középdöntő
E csoport
| Csapat       | M | Gy | D | V | G+ | G– | Gk | P |
| ------------ | - | -- | - | - | -- | -- | -- | - |
| Magyarország | 3 | 3  | 0 | 0 | 25 | 20 | +5 | 6 |
| Kuba         | 3 | 2  | 0 | 1 | 15 | 14 | +1 | 4 |
| NSZK         | 3 | 1  | 0 | 2 | 15 | 16 | –1 | 2 |
| Románia      | 3 | 0  | 0 | 3 | 11 | 16 | –5 | 0 |

| 1975. július 22. | Magyarország         | 8 – 6 | Kuba |  |
| 1975. július 22. | (1–0, 1–2, 4–2, 2–2) |       |      |  |
| 1975. július 22. |                      |       |      |  |

| 1975. július 23. | Magyarország         | 9 – 7 | NSZK |  |
| 1975. július 23. | (3–2, 2–2, 3–1, 1–2) |       |      |  |
| 1975. július 23. |                      |       |      |  |

Döntő csoportkör
| Csapat       | M | Gy | D | V | G+ | G– | Gk | P |
| ------------ | - | -- | - | - | -- | -- | -- | - |
| Szovjetunió  | 3 | 2  | 1 | 0 | 18 | 12 | +6 | 5 |
| Magyarország | 3 | 2  | 0 | 1 | 17 | 14 | +3 | 4 |
| Olaszország  | 3 | 0  | 2 | 1 | 14 | 16 | –2 | 2 |
| Kuba         | 3 | 0  | 1 | 2 | 11 | 18 | –7 | 1 |

| 1975. július 25. | Magyarország         | 6 – 4 | Kuba |  |
| 1975. július 25. | (2–0, 1–1, 2–1, 1–2) |       |      |  |
| 1975. július 25. | Sárosi 3             |       |      |  |

| 1975. július 26. | Magyarország         | 4 – 5 | Szovjetunió |  |
| 1975. július 26. | (1–1, 1–2, 1–2, 1–0) |       |             |  |
| 1975. július 26. | Csapó, Konrád 2      |       |             |  |

| 1975. július 27. | Magyarország         | 7 – 5 | Olaszország |  |
| 1975. július 27. | (0–1, 2–1, 4–2, 1–1) |       |             |  |
| 1975. július 27. | Faragó 3             |       |             |  |

| Csapat       | Helyezés  |
| ------------ | --------- |
| Magyarország | Ezüstérem |